# Campionati del mondo di corsa campestre 1986
Il XIV Campionato mondiale di corsa campestre si è disputato a Colombier, in Svizzera, il 23 marzo 1986 al Planeyse Colombier. Vi hanno preso parte 670 atleti in rappresentanza di 57 nazioni. Il titolo maschile è stato vinto da John Ngugi mentre quello femminile da Zola Budd.

## Nazioni partecipanti
Qui sotto sono elencate le nazioni che hanno partecipato a questi campionati (tra parentesi il numero degli atleti per ciascuna nazione):
- Algeria (7)
- Australia (20)
- Austria (5)
- Belgio (20)
- Botswana (2)
- Brasile (11)
- Canada (21)
- Cecoslovacchia (3)
- Cina (7)
- Cipro (8)
- Colombia (3)
- Danimarca (13)
- Egitto (6)
- Etiopia (19)
- Finlandia (10)
- Francia (21)
- Galles (21)
- Germania Ovest (17)
- Giamaica (6)

- Giappone (19)
- Gibuti (6)
- Hong Kong (8)
- Inghilterra (20)
- India (21)
- Indonesia (4)
- Irlanda (21)
- Irlanda del Nord (18)
- Isole Vergini Americane (3)
- Israele (1)
- Italia (20)
- Jugoslavia (1)
- Kenya (14)
- Kuwait (11)
- Lussemburgo (1)
- Malta (8)
- Mauritius (7)
- Marocco (19)
- Nuova Zelanda (14)

- Norvegia (10)
- Paesi Bassi (14)
- Polonia (21)
- Portogallo (21)
- Porto Rico (7)
- Romania (5)
- Scozia (21)
- Spagna (21)
- Sudan (7)
- Svezia (16)
- Svizzera (21)
- Tanzania (1)
- Taipei cinese (7)
- Tunisia (13)
- Turchia (6)
- Stati Uniti (21)
- Ungheria (6)
- Unione Sovietica (10)
- Zimbabwe (6)

## Risultati
I risultati del campionato sono stati:

### Individuale (uomini seniores)
| Pos. | Atleta           | Nazione     | Tempo (m's") |
| ---- | ---------------- | ----------- | ------------ |
|      | John Ngugi       | Kenya       | 35'32"       |
|      | Abebe Mekonnen   | Etiopia     | 35'34"       |
|      | Joseph Kiptum    | Kenya       | 35'39"       |
| 4    | Bekele Debele    | Etiopia     | 35'42"       |
| 5    | Paul Kipkoech    | Kenya       | 35'47"       |
| 6    | Pat Porter       | Stati Uniti | 35'48"       |
| 7    | Kipsubai Koskei  | Kenya       | 35'54"       |
| 8    | Some Muge        | Kenya       | 35'55"       |
| 9    | Alberto Cova     | Italia      | 35'58"       |
| 10   | John Easker      | Stati Uniti | 35'59"       |
| 11   | Ezequiel Canario | Portogallo  | 36'03"       |
| 12   | Thierry Watrice  | Francia     | 36'05"       |

### Squadre (uomini seniores)
| John Ngugi         | 1    |
| Joseph Kiptum      | 3    |
| Paul Kipkoech      | 5    |
| Kipsubai Koskei    | 7    |
| Some Muge          | 8    |
| Andrew Masai       | 21   |
| (Boniface Merande) | (35) |
| (Joshua Kipkemboi) | (43) |
| (Sisa Kirati)      | (45) |

| Abebe Mekonnen         | 2     |
| Bekele Debele          | 4     |
| Wolde Silasse Melkessa | 26    |
| Mohammed Kedir         | 27    |
| Wodajo Bulti           | 28    |
| Haji Bulbula           | 32    |
| (Chala Urgessa)        | (36)  |
| (Dereje Nedi)          | (63)  |
| (Wami Alemayehu)       | (128) |

| Pat Porter      | 6     |
| John Easker     | 10    |
| Ed Eyestone     | 13    |
| Bruce Bickford  | 15    |
| Alan Scharsu    | 79    |
| Craig Virgin    | 81    |
| (Jeff Drenth)   | (87)  |
| (Randy Reina)   | (99)  |
| (Keith Brantly) | (DNF) |

- Nota: gli atleti tra parentesi non hanno concorso al punteggio totale della squadra

### Individuale (uomini under 20)
| Pos. | Atleta          | Nazione | Tempo (m's") |
| ---- | --------------- | ------- | ------------ |
|      | Melese Feissa   | Etiopia | 22'47"       |
|      | Sammy Bitok     | Kenya   | 22'52"       |
|      | Demeke Bekele   | Etiopia | 22'56"       |
| 4    | Rafera Workench | Etiopia | 22'57"       |
| 5    | Ararse Fuffa    | Etiopia | 23'06"       |
| 6    | Habte Negash    | Etiopia | 23'07"       |
| 7    | Brahim Boutayeb | Marocco | 23'09"       |
| 8    | Alejandro Gómez | Spagna  | 23'17"       |
| 9    | William Mutwol  | Kenya   | 23'21"       |
| 10   | Peter Rono      | Kenya   | 23'33"       |
| 11   | David Onwonga   | Kenya   | 23'35"       |
| 12   | José Gruneiro   | Spagna  | 23'41"       |

### Squadre (uomini under 20)
| Melese Feissa      | 1    |
| Demeke Bekele      | 3    |
| Rafera Workench    | 4    |
| Ararse Fuffa       | 5    |
| (Habte Negash)     | (6)  |
| (Belayneh Tadesse) | (16) |

| Sammy Bitok    | 2    |
| William Mutwol | 9    |
| Peter Rono     | 10   |
| David Onwonga  | 11   |
| (John Kiptum)  | (28) |

| Alejandro Gómez  | 8    |
| José Gruneiro    | 12   |
| Anacleto Jiménez | 13   |
| José Carlos Adán | 19   |
| (Manuel Martín)  | (46) |
| (Mariano Campal) | (50) |

- Nota: gli atleti tra parentesi non hanno concorso al punteggio totale della squadra

### Individuale (donne seniores)
| Pos. | Atleta             | Nazione          | Tempo (m's") |
| ---- | ------------------ | ---------------- | ------------ |
|      | Zola Budd          | Inghilterra      | 14'49"       |
|      | Lynn Jennings      | Stati Uniti      | 15'07"       |
|      | Annette Sergent    | Francia          | 15'12"       |
| 4    | Martine Fays       | Francia          | 15'14"       |
| 5    | Rosa Mota          | Portogallo       | 15'15"       |
| 6    | Nan Doak           | Stati Uniti      | 15'22"       |
| 7    | Christine McMiken  | Nuova Zelanda    | 15'23"       |
| 8    | Albertina Machado  | Portogallo       | 15'24"       |
| 9    | Elena Fidatof      | Romania          | 15'25"       |
| 10   | Carole Bradford    | Inghilterra      | 15'27"       |
| 11   | Liève Slegers      | Belgio           | 15'28"       |
| 12   | Lyudmila Matveyeva | Unione Sovietica | 15'28"       |

### Squadre (donne seniores)
| Zola Budd        | 1    |
| Carole Bradford  | 10   |
| Ruth Partridge   | 20   |
| Jane Shields     | 34   |
| (Julie Laughton) | (40) |

| Christine McMiken | 7    |
| Gail Rear         | 18   |
| Mary O'Connor     | 19   |
| Wendy Renner      | 23   |
| (Sue Bruce)       | (32) |
| (Debbie Elsmore)  | (33) |

| Annette Sergent     | 3    |
| Martine Fays        | 4    |
| Anne Viallix        | 26   |
| Jacqueline Lefeuvre | 43   |
| (Maria Lelut)       | (44) |
| (Isabelle Matthys)  | (70) |

- Nota: gli atleti tra parentesi non hanno concorso al punteggio totale della squadra

## Medagliere
Legenda
     Paese ospitante
| Posizione | Paese         | Oro | Argento | Bronzo | Totale |
| --------- | ------------- | --- | ------- | ------ | ------ |
| 1         | Etiopia       | 2   | 2       | 1      | 5      |
| 1         | Kenya         | 2   | 2       | 1      | 5      |
| 3         | Inghilterra   | 2   | 0       | 0      | 2      |
| 4         | Stati Uniti   | 0   | 1       | 1      | 2      |
| 5         | Nuova Zelanda | 0   | 1       | 0      | 1      |
| 6         | Francia       | 0   | 0       | 2      | 2      |
| 7         | Spagna        | 0   | 0       | 1      | 1      |
| Totale    | Totale        | 6   | 6       | 6      | 18     |